# ニワトコ属
ニワトコ属（ニワトコぞく、学名：Sambucus、和名漢字表記：庭常属、接骨木属）はニワトコなどを含む属の一つ。クロンキスト体系までスイカズラ科に属していたが、新しい分類体系であるAPG植物分類体系ではレンプクソウ科に移されている。

## 特徴
落葉の小高木、低木または多年草。茎に皮目があり、中に太い髄がある。葉は対生し、奇数羽状複葉で小葉の縁に鋸歯がある。花は両性で小型、放射相称、枝先に集散状散房花序か円錐花序に多数つく。花冠は車状に(3-)5深裂する。雄蘂は(3-)5個。子房は半下位で3-5室。果実は液果状の核果となる。
世界に約25種が知られる。その多くが北半球の温帯から熱帯にかけて分布し、オーストラリア、タスマニア、南アメリカにも分布が及ぶ。日本には2種が生育する。

## 主な種

### 日本の種
- ソクズ（クサニワトコ） Sambucus javanica Blume. （ Sambucus chinensis Lindl. はシノニム[2]）
- ニワトコ Sambucus sieboldiana L. var. pinnatisecta G.Y. Luo & P.H. Huang.  （Sambucus racemosa L. subsp. sieboldiana (Miq.) H.Hara は、シノニム[3]）
  - オオニワトコ Sambucus racemosa L. subsp. sieboldiana (Miq.) H.Hara var.  major  (Nakai) Murata
  - エゾニワトコ Sambucus racemosa L. subsp. kamtschatica (E.L.Wolf) Hultén

### 栽培種、外国の種
- セイヨウアカミニワトコ Sambucus racemosa L. subsp. racemosa -ニワトコの基本種
- アメリカニワトコ Sambucus canadensis L.
- セイヨウニワトコ Sambucus nigra L.
- コウライニワトコ Sambucus williamsii Hance

## ギャラリー

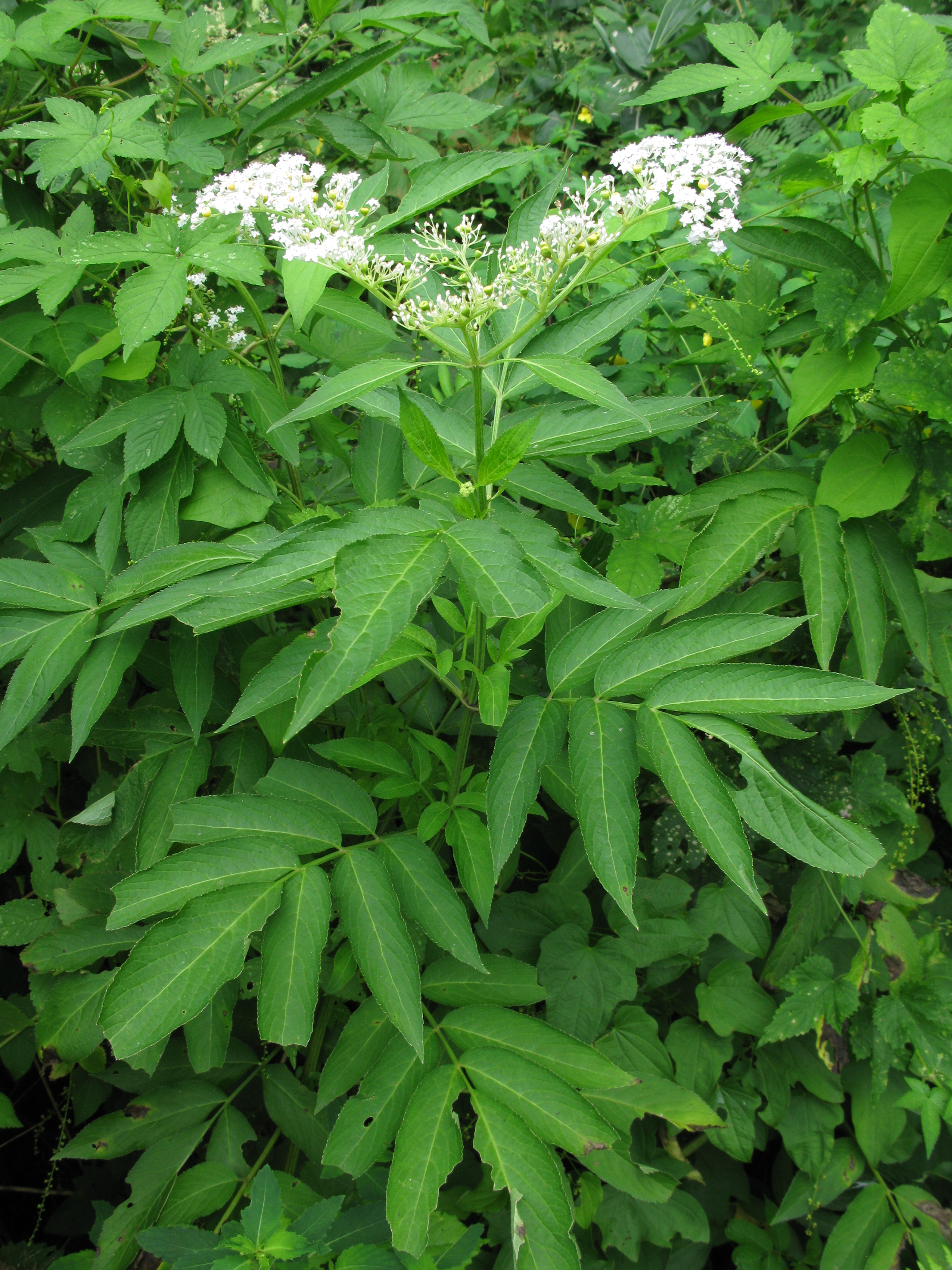
ソクズ
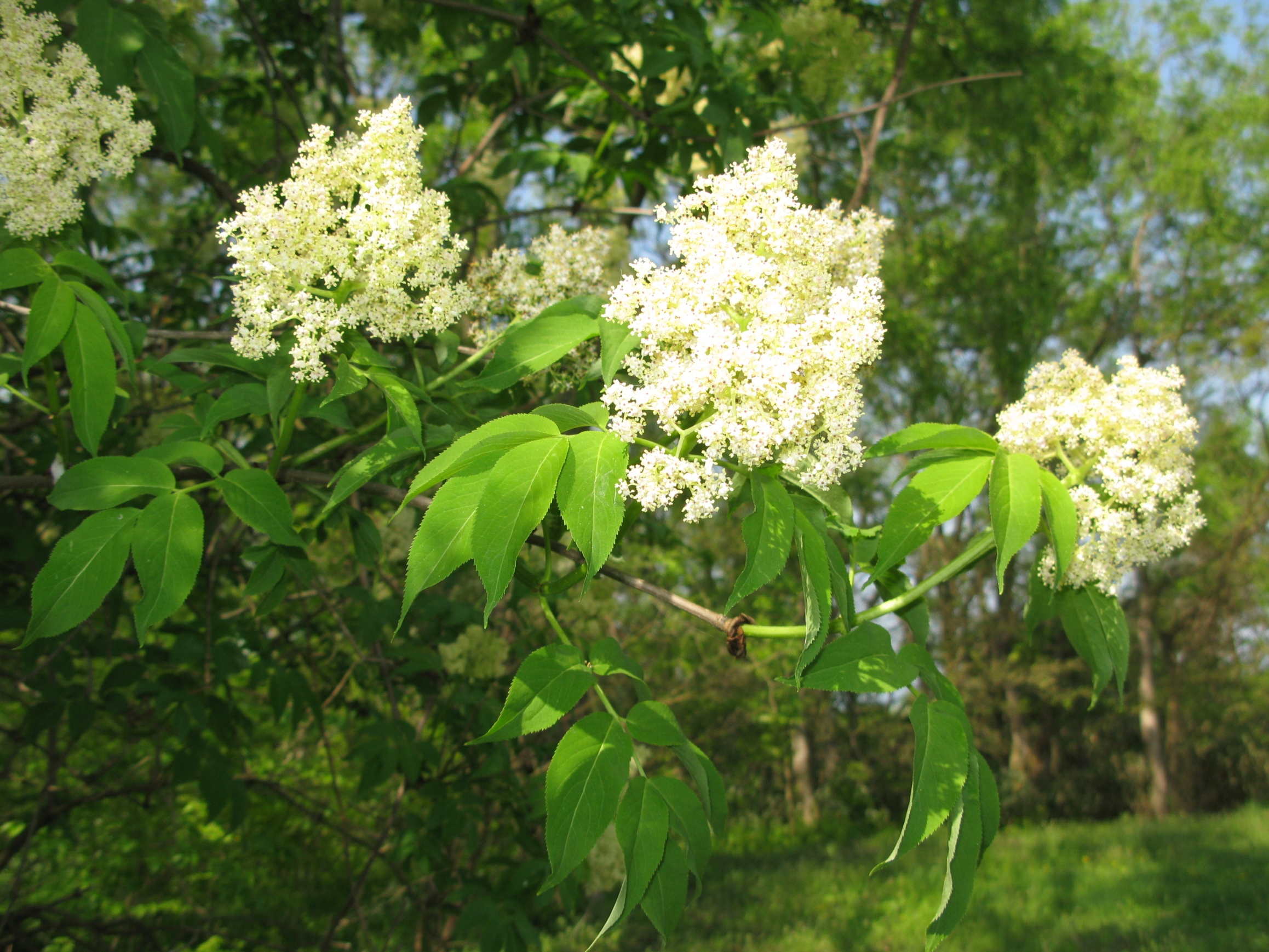
ニワトコ
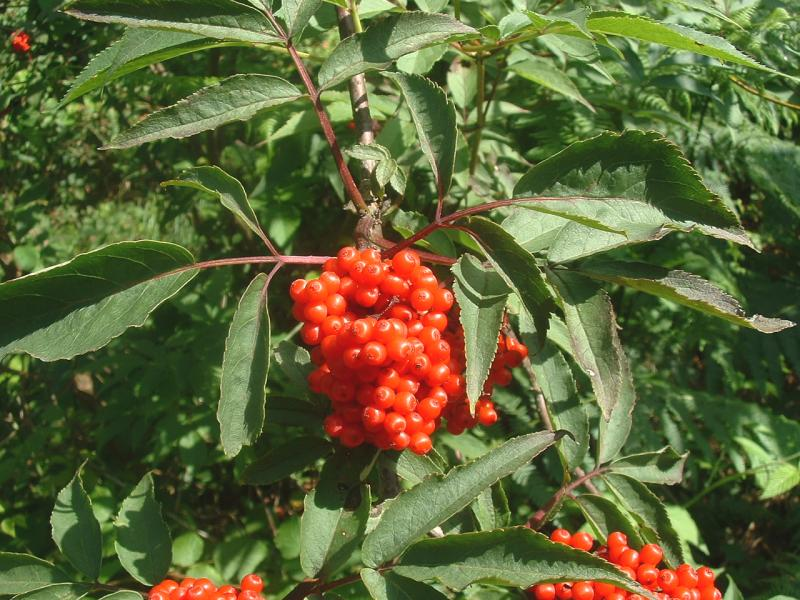
セイヨウアカミニワトコ（英語版）の実

## 利用
ヨーロッパでは果実が赤いセイヨウアカミニワトコ (European red elder)、果実が黒いアメリカニワトコ (American elder)、セイヨウニワトコ (Black elder) などを利用し、果実を果実酒やジャムにしたり、花序を解熱・鎮痛等の薬用にしたりする。花序とショ糖、柑橘類などで煮詰めて作ったコーディアルは、イギリスやオーストラリアでエルダーフラワーコーディアル（Elderflower cordial）と呼ばれ、カルピスのように、水で薄めて飲用される。また、カルピスウォーターのように薄めずに飲めるエルダーフラワー (Elderflower) と呼ばれているレモネードタイプもある。またオーストリア、ドイツなどではホルンダーブルューテン (Holunderblüten) と呼ばれ、水や炭酸水で割って一般に広く飲用されている。
窒素に富んだ土壌を好み、古代の人間の居住区跡や、ニワトコの群生地からウサギの残骸が出土することが多い。このため、古代の人々はウサギはニワトコを日よけ代わりに利用していて、それゆえニワトコの生えている場所を好むと推量していた。

## 伝承
人々の生活と密接な関係があるニワトコには、多くの伝説が生まれた。ユダはニワトコの木（セイヨウハナズオウであるとも言う）で首を吊ったと言われる。ニワトコの木に生えるキクラゲは、首を吊ったユダの霊の化身として恐れられ「ユダの耳（Judas's ear)」と呼ばれた。
また、ニワトコ材で作ったゆりかごに赤ん坊を寝かせると生気を奪われる、ニワトコの枝で子供を叩くと成長が止まってしまう、ニワトコの木で家を建てると怪奇現象に見舞われるなど、ニワトコにまつわる不吉な風聞は枚挙に暇がない。
1997年の刊行と同時に世界的なベストセラーとなったファンタジー小説「ハリー・ポッターシリーズ」の作中では、死の秘宝のひとつである最強の杖の材料として選ばれている。